# Paulo Futre
Paulo Jorge dos Santos Futre (Montijo, Montijo, 28 de fevereiro de 1966) é um ex-jogador de futebol português, considerado um dos melhores jogadores portugueses de todos os tempos.
Foi um dos poucos jogadores que jogaram nos "três grandes" do futebol português (Sporting, Porto e Benfica). Em 1987, ficou em 2.º lugar na premiação de melhor jogador do mundo (prêmio chamado Ballon d'Or na época), perdendo apenas para Ruud Gullit.

## Biografia
Nasceu em Montijo. Formado no Sporting Clube de Portugal (na sua primeira época como profissional aos 17 anos esteve perto de ser emprestado à Académica de Coimbra, mas a direção do clube de Alvalade optou por mantê-lo na equipa) e após incompatibilidades com a direção leonina (depois de pedir um aumento no ordenado), transferiu-se para o Futebol Clube do Porto, onde em três épocas se notabilizou e viria a conquistar dois campeonatos portugueses e uma Taça dos Campeões da Europa, com notável exibição diante do Bayern Munique, segundo os cronistas da época.
Em 1987 transferiu-se para o Atlético de Madrid, naquela que foi para a época, a maior transferência do futebol português. Não conseguiu o sucesso desportivo que desejaria, mas em termos individuais tornou-se num dos grandes queridos do clube.
Cinco anos e meio depois de ingressar na Espanha, onde conquistou duas Copas do Rei, Paulo Futre regressaria à pátria mãe, agora para representar o Benfica numa polémica transferência paga com dinheiros públicos da Sport TV quando dias antes o próprio havia prometido o seu regresso ao Sporting. Ao serviço das águias conquistou a Taça de Portugal de 1992–93.
Problemas de ordem financeira levaram-no a sair prematuramente do clube, transferindo-se para o Olympique de Marselha. A partir daqui, a carreira de Futre entra em delírio. Gravíssimas entorses levam-no a ter períodos de meses de inatividade, sendo forçado a terminar a carreira antes do desejado.
Depois da maldita experiência na França, Futre ainda passou pelo calcio italiano, Reggiana e AC Milan, e o inglês West Ham, nunca atingindo os patamares exibicionais que o notabilizaram.
Em março de 2011 Paulo Futre voltou ao centro das atenções, quando, durante uma ação da candidatura de Dias Ferreira à presidência do Sporting Clube de Portugal, apresentando-se como responsável pela contratação do "melhor jogador chinês da atualidade", e da criação de departamento no Sporting para o mesmo. Esse suposto departamento seria ainda responsável pela vinda de charters de chineses "todas as semanas" para assistir a jogos do Sporting. Esta gaffe tornou-se muito popular na Europa. O vídeo da conferência de imprensa tornou-se viral, transformando o ex-jogador num autêntico fenómeno de popularidade, passando a aparecer desde então em programas de televisão, anúncios, filmes, telenovelas, videoclipes, conferências, promoções e eventos e até dando voz a desenhos animados. Uma dessas participações deu-se em 2011, como ator na novela Laços de Sangue onde, fazendo de si próprio, entrou na candidatura de Armando Coutinho à presidência do Ribeirense Futebol Clube, sendo Paulo Futre o diretor-desportivo da equipa. Em 2022, faz uma participação especial, na novela da TVI, Rua das Flores interpretando ele mesmo, Paulo Futre.
Em 21 de Agosto de 2022 teve um AVC no funeral da mãe e foi submetido a cateterismo. Foi assistido no hospital do Barreiro e depois transferido para Lisboa.

## Carreira internacional
Futre jogou 41 vezes por Portugal em um período de 12 anos, marcando seis golos. Sua estreia aconteceu contra a Finlândia num jogo de qualificação para o Campeonato Europeu de Futebol de 1984, em 27 de abril de 1983 — com apenas 17 anos e 204 dias de idade, quebrando assim, um recorde da seleção nacional que segura ainda hoje.
Futre foi um membro da seleção nacional que competiu na Copa do Mundo FIFA de 1986 no México, jogando os 90 minutos na derrota por 1–3 para Marrocos em uma eventual eliminação da fase de grupos.

## Títulos

### Campeonatos Nacionais
- 2 Campeonatos Portugueses (FC Porto, temporadas 84-85 e 85-86)
- 1 Campeonato Italiano (AC Milan, temporada 95-96)

### Taças Nacionais
- 1 Taça de Portugal (SL Benfica, 92-93)
- 2 Supertaças de Portugal (FC Porto, 1984 e 1986)
- 2 Copas do Rei (Atlético de Madrid, temporadas 90-91 e 91-92)

### Taças Internacionais
- 1 Taça dos Campeões Europeus (Futebol Clube do Porto, temporada 86-87)

### Prémios
- Melhor jogador do Campeonato Nacional de Futebol de Portugal por duas vezes (temporadas 85-86 e 86-87)
- Bola de Prata (2.º melhor jogador de Europa, 1987)

## Vida pessoal
Futre tem dois filhos. O mais velho, Paulo Futre Junior, estudou Design na faculdade e tem a sua própria marca de roupa. O mais jovem, Fábio Futre, seguia os passos do pai no mundo do futebol nas escolas do Atlético de Madrid, tendo sido chamado mais de uma vez à seleção portuguesa de sub-17.

## Participações em Campeonatos do Mundo
- Participou no Campeonatos do Mundo do México de 1986 com a Seleção Portuguesa disputando três jogos contra Inglaterra, Polónia, e Marrocos.